# Ornithospila psittacina
Ornithospila psittacina là một loài bướm đêm trong họ Geometridae.